# Licosura
Licosura (grec antic: Λυκόσουρα, llatí: Lycosura) era una ciutat d'Arcàdia al districte de Parràsia, al peu del Liceu, prop del riu Platanistó, al camí entre Megalòpolis i Figàlia.
Pausànies la descriu com la ciutat més antiga de Grècia i diu que va ser fundada per Licàon, fill de Pelasg i de la nimfa Melibea, però ja era en ruïnes al seu temps perquè els seus habitants havien estat traslladats a Megalòpolis l'any 371 aC, quan es va fundar la ciutat. Pausànies descriu les ruïnes i en destaca les muralles i un magnífic temple de Despina.
Les seves ruïnes són a la vila d'Astala, modernament reanomenada Licosura, i reben el nom Palaeokrambavos o Siderokastron.